# 弥沙河
弥沙河，位于中华人民共和国云南省西北部地区的一条河流，是黑惠江右岸支流。上游也称白石江，发源于大理白族自治州剑川县老君山镇东北老君山西南麓，蜿蜒向西南流，至美水村委会龙潭村转东南流，经老君山镇政府驻地和弥沙乡政府驻地，于洱源县乔后镇文开村西桃坪进入洱源县境内，最后于洱源县乔后镇丰乐村中合江以南汇入黑惠江。河长73.9千米，流域面积992.5平方千米，落差1470米，河道平均比降11.4‰。上游有上兰工业园，水质受其影响，铅、锌、镉等重金属超标。